# عوني الخالدي
عوني بن توفيق بن عبد القادر الخالدي (1912 - 1985 م) دبلوماسي عراقي سابق من العهد الملكي، والممثل الدائم للعراق في الأمم المتحدة في حقبة الخمسينيات ثم تولى منصب الأمين العام لحلف بغداد. وهو شاعر له ديوان شعر.

## ولادته ونشأته
ولد في عام 1912 بمدينة الأعظمية ببغداد وكان والده من أوائل من دعوا إلى إقامة النظام الجمهوري في العراق بدل الملكية وتعرض لأول اغتيال سياسي سنة 1922 .أكمل دراسته الأولية في بغداد، ثم رحل إلى بيروت ليلتحق بالجامعة الأمريكية التي تخرج فيها سنة 1931 متخصصًا في آداب اللغة الإنجليزية. عاش في العراق ولبنان والولايات المتحدة الأمريكية وإيطاليا.

## عمله الدبلوماسي
عمل مدرسًا للغة الإنجليزية مدة عام، ثم انتقل إلى وزارة الخارجية العراقية، وظل يتدرج في سلكها الوظيفي حتى أصبح سفيرا بدرجة وزير مفوض وعمل دبلوماسيًا في روما.
عمل ممثلاً للعراق في هيئة الأمم المتحدة بنيويورك مدة عشرة أعوام حتى عام 1955.
وفي عام 1955 عين سكرتيرًا عامًا لحلف بغداد.
يتحدث السفير كاظم الخلف قائلا: «الممثل الدائم المرحوم عوني الخالدي وكان رجلاً طيباً ومقتدراً ومحبوباً من قبل الممثلين الدائميين، كما انه كان يتعاطى الشعر وكنا نتبادل الاشعار بين الفينة والاخرى انا وهو..... فعملنا سوية ولم تمض مدة قصيرة إلى ان جاءت برقية من بغداد تخبر السيد عوني الخالدي بانه قد عُين سكرتيراً عاماً لميثاق بغداد وكان متردداً جداً في قبول ذلك العرض لانه كان متعلقاً بالامم المتحدة تعلقاً شديداً ولم يكن باستطاعته عمل شيء اخر لكننا شجعناه بالقبول بأسرع ما يمكن كما طلبت تلك البرقية واتذكر انني قلت له انك الآن تشبه في مقامك مقام امين عام الجامعة العربية أو حتى أمين عام الأمم المتحدة فضحك وذهب إلى بغداد للالتحاق بوظيفته كسكرتير عام لميثاق بغداد، واتذكر انه قد تسلم منه مهام الممثلية الدائمة لدى الامم المتحدة في نيويورك عند سفره حينذاك المرحوم الاستاذ عبد الكريم الكيلاني» 
أحيل على التقاعد سنة 1960

## نتاجه الشعري
نشأ محبا للشعر يتذوقه حتى أصبح شاعرا له شعر ذاتي وجداني تمثل في مطولته الملحمية «غادة في فينيسيا» وهي درة شعره التي عبر من خلالها عن آرائه في الفن والتاريخ وشؤون المجتمع، إلى جانب تحليل العواطف الإنسانية، وفلسفة الحياة، كما تبدّت من خلالها قدرته على الوصف واستحضار الصورة؛ خاصة ما كان منه في وصف مدينة فينيسيا
- له ديوان عنوانه: «غادة في فينيسيا وقصائد أخرى» - دار الكتب - بيروت 1964. ومن قصائده في ديوانه:
- غادة في فينيسيا.
- علميني معنى الحياة.
- الملاك والشيطان.

له شعر في الحنين والاعتبار بتذكر الخالين. رافض للظلم وداعٍ إلى الثورة على رموزه، وكتب في نقد الأوضاع إبان حكم عبد الكريم قاسم، كما كتب معبرًا عما صارت إليه أمته العربية من هوان، وتنكر لقيمها، وخذلان لحضارتها،